# 卢皮堡
卢皮堡（法語：Louppy-le-Château，法語發音：[lupi lə ʃato]）是法国默兹省的一个市镇，属于巴勒迪克区。

## 地理
卢皮堡（48°52'2"N, 5°4'34"E）面积18.76 平方千米，位于法国大東部大區默兹省，该省份为法国西北部内陆省份，北与比利时接壤，西接马恩省和阿登省，南至上马恩省和孚日省，东临默尔特-摩泽尔省。
与卢皮堡接壤的市镇（或旧市镇、城区）包括：沙尔多涅、莱欧德谢、拉埃库尔、莱蒙、巴鲁瓦地区利勒、瓦勒多尔南、维莱欧旺、维洛特德旺卢皮。

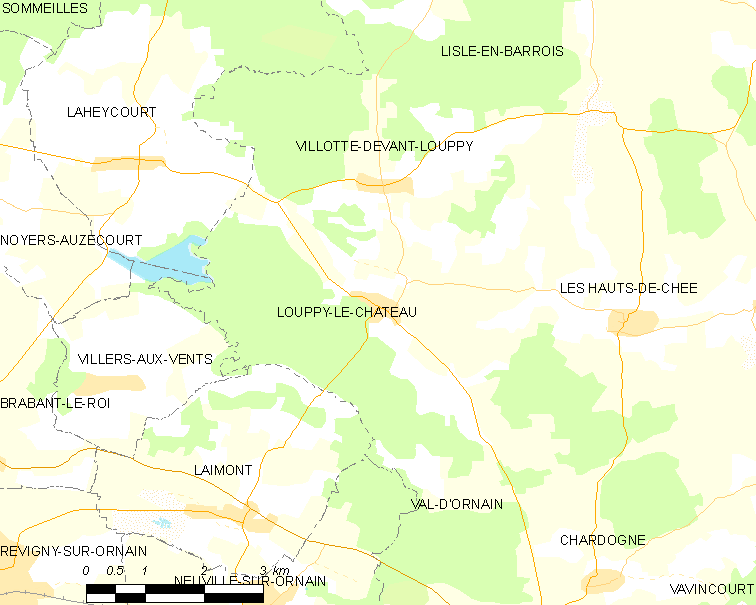
卢皮堡的OSM定位图

卢皮堡的时区为UTC+01:00、UTC+02:00（夏令时）。

## 行政
卢皮堡的邮政编码为55800，INSEE市镇编码为55304。

## 政治
卢皮堡所属的省级选区为奥尔南河畔勒维尼县。

## 人口

1962-2008年间卢皮堡人口变化图示

卢皮堡于2022年1月1日时的人口数量为163人。